# Спрингфілд (Західна Вірджинія)
Спрингфілд (англ. Springfield) — переписна місцевість (CDP) в США, в окрузі Гемпшир штату Західна Вірджинія. Населення — 455 осіб (2020).

## Географія
Спрингфілд розташований за координатами 39°26′37″ пн. ш. 78°41′51″ зх. д. / 39.44361° пн. ш. 78.69750° зх. д. (39.443627, -78.697559). За даними Бюро перепису населення США в 2010 році переписна місцевість мала площу 3,47 км², з яких 3,47 км² — суходіл та 0,00 км² — водойми.

## Демографія
Згідно з переписом 2010 року, у переписній місцевості мешкало 477 осіб у 183 домогосподарствах у складі 129 родин. Густота населення становила 137 осіб/км². Було 201 помешкання (58/км²).
Расовий склад населення:
| - 98,3 % — білих - 0,2 % — чорних або афроамериканців |

До двох чи більше рас належало 1,5 %. Частка іспаномовних становила 0,6 % від усіх жителів.
За віковим діапазоном населення розподілялося таким чином: 27,9 % — особи молодші 18 років, 57,2 % — особи у віці 18—64 років, 14,9 % — особи у віці 65 років та старші. Медіана віку мешканця становила 38,3 року. На 100 осіб жіночої статі у переписній місцевості припадало 112,0 чоловіків; на 100 жінок у віці від 18 років та старших — 101,2 чоловіків також старших 18 років.
Середній дохід на одне домашнє господарство становив 35 098 доларів США (медіана — 25 893), а середній дохід на одну сім'ю — 58 297 доларів (медіана — 53 646). За межею бідності перебувало 14,7 % осіб, у тому числі 0,0 % дітей у віці до 18 років та 22,0 % осіб у віці 65 років та старших.
Цивільне працевлаштоване населення становило 142 особи. Основні галузі зайнятості: роздрібна торгівля — 38,7 %, будівництво — 26,1 %, виробництво — 11,3 %, науковці, спеціалісти, менеджери — 8,5 %.